# Vincent ter Schure
Vincent ter Schure (24 oktober 1979) is een Nederlands paralympisch wielrenner.
Ter Schure, die uitkomt in de B-klasse voor slechtzienden, is zowel op de weg als op de baan actief op de tandem. Met piloot Timo Fransen won hij op de Paralympische Zomerspelen 2016 goud in de wegrit en zilver op zowel de 4km achtervolging op de baan als de wegtijdrit.
In 2019 wonnen Ter Schure en Fransen in Emmen het Wereldkampioenschap tijdrijden. In januari 2020 won hij samen met Imke Brommer, Larissa Klaassen en Timo Fransen de teamsprint op de Wereldkampioenschappen baanwielrennen en behaalde hij een derde plaats op de achtervolging.
Op de Paralympische Zomerspelen 2020 in Tokio wonnen Ter Schure en Fransen opnieuw een gouden- en een zilveren medaille.